# Lichess
Lichess (вимовляється «лічѐсс») — шаховий інтернет-сервер, який існує за рахунок волонтерів та пожертв від користувачів. Сайт є абсолютно безкоштовним і не містить реклами.
Створений французьким програмістом Тібо Дюплессі. Має мобільні додатки для Android і iOS. Програмне забезпечення, що використовується на сервері, є відкритим і поширюваним під вільною ліцензією MIT.

## Опис

### Можливості
Основною функцією сайту є гра в шахи онлайн або по листуванню проти інших гравців із використанням різних варіантів контролю часу. Усі партії, зіграні зареєстрованими користувачами, зберігаються на сервері, при цьому надається статистична інформація і можливість пошуку серед них. Партії можуть бути як такими, що не впливають на рейтинг гравця, так і рейтинговими (вибирається користувачем), останні використовуються для підрахунку рейтингу гравця з розбивкою за контролем часу (бліц, класичні шахи тощо). Для аналізу всіх зіграних партій може бути задіяний шаховий рушій Stockfish. Крім партій з реальними людьми, користувачі також можуть грати і проти комп'ютера.
Lichess надає широкі можливості щодо вдосконалення тактичної складової гри (розв'язок шахових задач із пошуку мату, пошуку найкращого ходу) вдосконалення володіння шахової нотацією і тренування знань дебютів. Крім різних варіантів часового контролю в стандартних шахах, сайт підтримує також наступні варіанти:
- Шахи-960
- Цар гори [Архівовано 26 липня 2020 у Wayback Machine.]
- Шахові піддавки (анти-шахи)
- Атомні шахи
- Тришахові шахи
- Варіант шахів Дансені. При цьому варіант, пропонований Lichess, відрізняється від стандартного.

11 лютого 2015 р. випущено офіційний мобільний додаток для пристроїв Android. Додаток для iOS було випущено 4 березня 2015.

### Особливості
Lichess має політику повної свободи від реклами (звідси, мабуть, і приставка «Li» у назві — від англійського liberty, свобода), поряд з постійною розробкою і впровадженням нових функцій на вебсайті на щомісячній, щотижневій і навіть щоденній основі. Покриття витрат забезпечується за допомогою добровільних пожертвувань і із зарплати творця Lichess (три сервери з наявних п'яти оплачуються з пожертвувань, інші два — з власних коштів творця Тібо Дюплессі). Розробка та підтримка Lichess є хобі розробника (що має добре оплачувану основну роботу в сфері IT), який категорично не має наміру монетизувати ресурс, а щомісячні витрати зі своєї кишені (порядку $ 170) вважає цілком прийнятною платою за отримання задоволення. Lichess написаний на мові програмування Scala і фреймворку Play.
Lichess надає можливості, що допомагають незрячим або людям зі слабким зором грати в шахи
Для реєстрації на сайті замість стандартної капчі необхідно вирішити нескладні шахові задачі

### Рейтинги
Згідно з рейтинг Alexa, станом на 2 грудня 2020 року lichess.org займав 1 789 місце серед найпопулярніших сайтів у світі. Найбільша кількість відвідувань здійснюється із США, Канади та Індії. Станом на той же день Lichess є другим за популярністю у світі шаховим сервером після Chess.com.